# ウェスタ川越
1. 大ホール内観
2. ホワイエ 等

ウェスタ川越（ウェスタかわごえ）は、埼玉県川越市新宿町1-17-17に所在する埼玉県および川越市の複合施設。川越駅西口徒歩5分に位置する。2015年3月に竣工、開館した。
埼玉県が保有する部分の正式名称は「埼玉県西部地域振興ふれあい拠点施設」、川越市が保有する部分については「川越市文化芸術振興・市民活動拠点施設」である。
日本環境マネジメント、コングレ、NTTファシリティーズ、テレビ埼玉ミュージックで構成されるNeCSTが指定管理者となっている。

## 概要
埼玉県と川越市共同の大規模事業である、西部地域振興ふれあい拠点施設として約163億円を投じて整備された。川越駅西口にある13,524平方メートル（m2）の用地を用いて建設された。埼玉県が保有する部分には川越地方庁舎が移転入居したほか、多目的ホールを中心とする交流支援施設や創業支援ルームが整備されている。また川越市が保有する部分にはオーケストラピットを備えた大ホールを核とし、生涯学習施設などが設置されている。またイベントなどに利用される交流広場は県・市の共有である。
「ウェスタ」の名称は、埼玉県西部および川越駅西口の「West（西）」と、様々な市民活動等が当該施設から始まる「Start（スタート）」とを組み合わせて作られた造語である。
また、隣接地に建設された商業施設（民間にぎわい施設）は「ウニクス川越」と命名され、テナントとしてヤオコー、ノジマ、エムアイプラザなどが入居している。

## 施設

### 埼玉県の施設
- 交流支援施設（多目的ホール・会議室）
- 創業支援ルーム
- 川越地方庁舎　※多くは旧川越地方庁舎から移転したもの。
  - 川越比企地域振興センター
  - 川越県税事務所
  - パスポートセンター川越支所
  - 消費生活支援センター川越
  - 西部環境管理事務所
  - 川越農林振興センター
  - 川越建築安全センター
  - 出納総務課川越駐在
  - 西部教育事務所

### 川越市の施設
- 大ホール

1,712席、プロセニアム形式（可変）のホール。1階席から3階席まで客席があり、貸館利用時には「1階席のみ」といった利用の仕方も可能である。
- リハーサル室（小ホール）

面積 約220m²。音響反射板設置時の大ホールのステージ面積とほぼ同じとなっている。
- 市民活動・生涯学習施設 （活動室、会議室、音楽室、和室）
- 男女共同参画推進施設（研修室）
- 南公民館

開業当時はウェスタ川越証明センターが併設されていたが、U_PLACEに移転した。
- ウェスタ川越つどいの広場

子育て支援センターが中原町に移転したことに伴い、名称を変更した。
- ウェスタ川越 市民相談室

### その他
- 公益社団法人川越法人会
- 関東信越税理士会　川越支部
- 埼玉県信用保証協会　川越支店
- 埼玉県中小企業団体中央会　川越支所
- カフェ＆ベーカリーどんなときも - 社会福祉法人皆の郷が運営する就労継続支援A型事業所。

## 建設の経緯
当地における公共施設建設計画の構想は、1980年代に川越市と周辺2市3町（狭山市・坂戸市・鶴ヶ島町・日高町・川島町）で策定されたキュービックプラン21に遡る。この構想には、国・県・市の様々な業務やイベントスペース、文化施設などを含む「県南西部地域業務センター（仮称）」が含まれていた。
このプランに沿った誘致活動を受け、埼玉県は1990年12月に「西部地域産業文化センター（仮称）」の建設概要を公表した。当時埼玉県立川越図書館と福祉センターが立地していた県有地に、隣接する市有地や民有地を加えた約24,000 m2の敷地に高さ約150メートルの超高層ビルを建設する計画で、1994年度着工、1996年度竣工を予定した。
この時点での整備費調達方針は、先行した大宮ソニックシティと同様に民間資本を活用するものであった。しかし、民有地の取得が進まないことに加え、バブル崩壊による景気低迷で民間の投資意欲が減退し、1995年に至って計画は見直されることとなった。
2007年、それまでのオフィスを中心とした産業振興目的から、地域住民の利便性を目的とした施設へと計画を変更し、改めて「西部地域振興ふれあい拠点施設」としての整備に関する協定が埼玉県と川越市の間で結ばれた。この時も資金調達や整備にはPFI方式を用いるとされたが、落札企業が不祥事により県の指名停止を受けるなどして当初の2011年度完成予定が遅れることとなり、最終的には直営方式で建設されることになった。2013年1月に起工式が行われた。